# La fada de les cols
La fada de les cols (La Fée aux Choux) és un curtmetratge mut francès dirigit per la cineasta Alice Guy-Blaché. Va ser estrenada al 31 de Març de 1896, i la seva duració és de tan sols 1 minut. La seva història està inspirada en un conte tradicional francès del segle xix que explica que els nens venen de les cols i les nenes de les roses. És considerat el primer film amb un argument de la història del cinema, a més de ser la primera pel·lícula dirigida per una dona. També és considerada la primera pel·lícula de ficció que tracta la maternitat amb un caràcter molt feminista i reivindicant la centralitat de la dona.

## Argument i característiques
El film és protagonitzat per la mateixa Alice Guy com a protagonista. Presenta un breu relat de ficció que implica una fada que pot produir i entregar nadons que surten de dins de les cols i les roses. La fada va movent-se tranquil·lament entre l'espai del jardí i, utilitzant gestos delicats i teatrals, agafa els nens que surten d'entre les cols i les nenes d'entre les roses.
La fada de les cols està gravada amb un pla fixe general, és a dir, la càmera es manté estàtica durant tota la filmació. És un curtmetratge amb talons de fons pintat i molts decorats, cosa que significa que no s'aprofita el fons de camp, característica habitual en aquella època. Alice Guy aconsegueix reconstruir una ficció i li dona un toc de comicitat.

## Polèmica
Alice Guy afirmava que La fada de les cols havia sigut la seva primera pel·lícula que havia escrit, produït i dirigit l'any 1896. Tot i això, la pel·lícula apareix publicada al 1901 al catàleg de Gaumont, la productora del film, Nº 379. Alguns historiadors al·leguen que aquests catàlegs no són molt fiables per establir una cronologia, perquè en altres casos també es mostren pel·lícules amb data destacable i que en el catàleg apareixen en anys posteriors del que realment van ser rodats.